# Костяево (Вологодская область)
Костяево — деревня в Череповецком районе Вологодской области.
Входит в состав Мяксинского сельского поселения, с точки зрения административно-территориального деления — в Мяксинский сельсовет.
Расстояние по автодороге до районного центра Череповца — 23 км, до центра муниципального образования Мяксы — 9 км. Ближайшие населённые пункты — Демидово, Усищево, Еляхино.
По переписи 2002 года население — 2 человека.